# Donna Butterworth
Donna Butterworth (Filadelfia, 23 febbraio 1956 – Hilo, 6 marzo 2018) è stata un'attrice e cantante statunitense.

## Biografia
È nota per aver recitato, ancora bambina, insieme a Jerry Lewis nel film I 7 magnifici Jerry, per il quale ricevette una nomination ai Golden Globe per la sua interpretazione, e accanto a Elvis Presley in Paradiso hawaiano. Inoltre, nel corso della sua breve carriera d'attrice, partecipò anche al film tv A Boy Called Nuthin' con Ron Howard.
Dopo le esperienze con Lewis e Presley, Donna Butterworth cessò la carriera di attrice per dedicarsi alla musica, facendo alcune apparizioni come cantante durante le trasmissioni televisive The Dean Martin Show e The Hollywood Palace.
Il 6 marzo 2018 è deceduta a Hilo, Hawaii, all'età di 62 anni.

## Filmografia
- I 7 magnifici Jerry (The Family Jewels), regia di Jerry Lewis (1965)
- Paradiso hawaiano (Paradise, Hawaiian Style), regia di Michael D. Moore (1966)
- A Boy Called Nuthin', regia di Norman Tokar (1967) - film tv